# Kriminalgaaden i Kingosgade
Kriminalgaaden i Kingosgade er en dansk stumfilm fra 1917, der er instrueret af Hjalmar Davidsen efter manuskript af Sven Elvestad. Det bevarede materiale er et fragment.

## Handling
Kriminaldetektiven Oliver Svift og hans assistent Henry Mill kommer på noget af en opgave, da de skal hjælpe Frøken Kitty Williams. Hun har lejet sin afdøde fars snedkerværksted ud til en herre, der pludselig lader til at have en skjult dagsorden. Hver dag, samme tid, sender han hende af sted med et brev til sin hjemmeadresse i den anden ende af byen – en tur, der tager over to timer. Hvad laver han, mens hun er væk? Svift og Mill sætter sig for at finde ud af, om der er ugler i mosen.

## Medvirkende
- Gunnar Sommerfeldt - Oliver Swift, kriminalist
- Hugo Bruun - Henry Mill, Swifts medhjælper
- Ingeborg Bruhn Bertelsen - Kitty Williams
- Thorleif Lund - Otto Krause
- Elsa Segerstrøm - Cecilie Krause